# ヒバナ (DECO*27の曲)
「ヒバナ」は、日本のボカロP・DECO*27制作のVOCALOID楽曲。2017年8月31日、初音ミク10周年記念コンピレーション・アルバム『Re:Start』に収録され、ボーカルシンセサイザー・初音ミクが歌唱する。

## 概要
2022年2月現在、Youtubeに投稿された動画は4700万以上の再生数を記録している。また、ニコニコ動画に投稿された動画は同月現在で700万以上の再生数を記録している。
また、本楽曲のリメイク版となる「ヒバナ-Reloaded-」が、アプリゲーム『プロジェクトセカイ カラフルステージ! feat. 初音ミク』に収録されると、YouTube上ではLeo/needの星乃一歌（声: 野口瑠璃子）と初音ミク（声: 藤田咲）が歌うセカイver.のMVが公開されている。

## 評価
2021年のJOYSOUNDカラオケランキングでは、VOCALOID™ランキングで15位を獲得している。

## 収録アルバム
- HATSUNE MIKU 10th Anniversary Album 「Re:Start」 (ドワンゴ・ユーザーエンタテインメント)
- EXIT TUNES PRESENTS Vocalostream feat.初音ミク (EXIT TUNES)[6]
- アンドロイドガール (NBCユニバーサル・エンターテイメントジャパン) - 「Reloaded」として収録[7]。